# Luboš Pázler
Luboš Pázler (* 6. března 1967, Hradec Králové) je bývalý český hokejový útočník.

## Hráčská kariéra
Je odchovancem klubu Stadion Hradec Králové a prošel postupně všechny mládežnické reprezentační výběry. V sezóně 1984/85 v sedmnácti letech debutoval se svým spoluhráčem z hradeckého dorostu a juniorské reprezentace ČSSR, Martinem Hostákem, v dospělém hokeji. Jejich výkony v týmu Stadionu Hradec Králové neunikli skautům z nejvyšší soutěže, a tak po skončení sezóny 1985/86 dvojice opustila, společně s obráncem Pavlem Táborským, Hradec Králové. Všichni tři se upsali prvoligové Spartě Praha, se kterou v roce 1990 získali mistrovský titul. V pražské Spartě vytvořili útočnou formaci Petr Hrbek – Martin Hosták – Luboš Pázler. V roce 1995 ukončil hráčskou kariéru. Po pěti letech bez hokeje, byl osloveným kamarádem, zahrát si v pražském hokejovém přeboru za tým HC Comet Praha. 

## Klubová statistika
| Sezona        | Klub                      | Soutěž        | Základní část | Základní část | Základní část | Základní část | Základní část | Play off | Play off | Play off | Play off | Play off |
| Sezona        | Klub                      | Soutěž        | Z             | G             | A             | B             | TM            | Z        | G        | A        | B        | TM       |
| ------------- | ------------------------- | ------------- | ------------- | ------------- | ------------- | ------------- | ------------- | -------- | -------- | -------- | -------- | -------- |
| 1984/1985     | TJ Stadion Hradec Králové | 1.ČNHL        |               | 6             |               |               |               | —        | —        | —        | —        | —        |
| 1985/1986     | HC Sparta Praha           | ČSHL          | 21            | 1             | 1             | 2             | 0             | —        | —        | —        | —        | —        |
| 1986/1987     | HC Sparta Praha           | ČSHL          | 34            | 4             | 4             | 8             | 12            | 6        | 1        | 1        | 2        |          |
| 1987/1988     | HC Sparta Praha           | ČSHL          | 45            | 5             | 6             | 11            | 4             | —        | —        | —        | —        | —        |
| 1988/1989     | HC Sparta Praha           | ČSHL          | 11            | 0             | 1             | 1             | 6             | —        | —        | —        | —        | —        |
| 1989/1990     | HC Slavia Praha           | 1.ČNHL        |               | 1             |               |               |               | —        | —        | —        | —        | —        |
| 1989/1990     | HC Sparta Praha           | ČSHL          | 24            | 2             | 6             | 8             | 4             | —        | —        | —        | —        | —        |
| 1990/1991     | HC Sparta Praha           | ČSHL          | 34            | 9             | 6             | 15            |               | —        | —        | —        | —        | —        |
| 1991/1992     | HC Sparta Praha           | ČSHL          | 29            | 4             | 7             | 11            |               | —        | —        | —        | —        | —        |
| 1992/1993     | HC Sparta Praha           | ČSHL          | 40            | 10            | 16            | 26            |               | —        | —        | —        | —        | —        |
| 1993/1994     | HC Sparta Praha           | ČHL           | 41            | 5             | 9             | 14            | 4             | 3        | 1        | 1        | 2        | 0        |
| 1994/1995     | HC Slavia Praha           | ČHL           | 16            | 2             | 3             | 5             | 6             | —        | —        | —        | —        | —        |
| 1994/1995     | HC Interconex Plzeň       | ČHL           | 4             | 0             | 1             | 1             | 0             | —        | —        | —        | —        | —        |
| Celkem v ČSHL | Celkem v ČSHL             | Celkem v ČSHL | 238           | 35            | 47            | 82            | 26            | 14       | 2        | 5        | 7        |          |
| Celkem v ČHL  | Celkem v ČHL              | Celkem v ČHL  | 61            | 7             | 13            | 20            | 10            | 3        | 1        | 1        | 2        | 0        |

## Reprezentace
| Rok    | Tým               | Soutěž | Z  | G | A | B | TM |
| ------ | ----------------- | ------ | -- | - | - | - | -- |
| 1986   | Československo 20 | MSJ    | 7  | 0 | 2 | 2 | 0  |
| 1987   | Československo 20 | MSJ    | 7  | 0 | 4 | 4 | 0  |
| Celkem | Celkem            | Celkem | 14 | 0 | 6 | 6 | 0  |